# Erysimum exaltatum
Erysimum exaltatum är en korsblommig växtart som beskrevs av Antoni Lukianovich Andrzejowski och Wilibald Swibert Joseph Gottlieb von Besser. Erysimum exaltatum ingår i släktet kårlar, och familjen korsblommiga växter. Inga underarter finns listade i Catalogue of Life.